# Paepalanthus pallidus
Paepalanthus pallidus är en gräsväxtart som beskrevs av Silveira. Paepalanthus pallidus ingår i släktet Paepalanthus och familjen Eriocaulaceae. Inga underarter finns listade i Catalogue of Life.